# 犬頭神社
犬頭神社（けんとうじんじゃ）は愛知県豊川市にある神社。旧社格は郷社。

## 由緒
平安時代の延長5年（927年）に完成した『延喜式』や、同じく平安時代に成立した『今昔物語集』に犬頭という社名についての記述があることから、さらに古い時代に成立したものと考えられており、社伝によれば舒明天皇の時代に創建されたという。祭神は保食神と糸繰姫神となっているが、延喜式や江戸時代の記録などでは「犬頭大明神」とされ、地元・下千両村の産土神として信仰を集めた。後述する今昔物語の逸話もあって、境内には神木として大きな桑の木がある。

## 參河國始犬頭糸語
三河国は『延喜式』巻二十四 主計寮 上において十二国並上糸に含まれるなど古くから養蚕の盛んな地として知られ、錦・綾・羅などの織物や「犬頭糸」と呼ばれる上質の生糸を調として朝廷に納めていた。『今昔物語集』の「參河國始犬頭糸語」に語られる物語はおおよそ以下のようなものである。
三河国の郡司は2人の妻に養蚕をさせていたが、蚕がみな死んでしまった本妻の元には夫も訪れなくなり、家は貧しくなった。ある日、桑の葉に1匹の蚕がついているのを見つけて飼うことにしたが、飼っていた白犬がそれを食べてしまう。蚕一匹のために犬を打ち殺す訳にもいかないと嘆き悲しんでいると、くしゃみをした白犬の鼻の穴から2本の糸が出てきた。この糸は引いても引いても出続けて、四五千両ばかり巻き取ったところで、糸は巻き尽くされたが犬も倒れて死んでしまった。妻はこれを仏の助けだったに違いないと思い、桑の木の根元に犬を埋葬した。
ある日、たまたま夫が訪ねて来たところ、荒れた家の中には雪の様に白く光り輝く大量の生糸と、それを扱いかねた妻が一人座っていた。話を聞いた郡司は仏の加護がある人を粗末に扱った自分を悔いて、新しい妻の元に通わずに本妻の家に留まったという。犬を埋めた桑の木には沢山の蚕がついて素晴らしい糸が採れた。この話を国司に伝えたところ朝廷にも報告され、この後には「犬頭」という糸を三河国から納めることになり、この糸で天皇の衣服が織られたという。
なお、神社は埋められた犬の頭を勧請して「犬頭神社」と号したといい、村名の千両は献納した犬頭糸二千両に基因するという。また、一説にはこの糸を東上村（現在の愛知県豊川市東上町）にて籰を繰り、足山田村（現在の愛知県豊川市足山田町）で機を織って、伊勢神宮に献納したといい、「赤引糸」と呼ばれたこの糸については『令義解』にも言及がある。その糸に千両の価値があるとして村名を千両としたとされ、東上村の氏神を籰繰神社、足山田村の氏神を服織神社と号するという。

## 保有する古史料
天文16年（1547年）4月17日と天正17年（1589年）の日付が入った棟札2枚や、元禄4年（1691年）7月1日付の「三州宝飯郡下千両村差出帳」など江戸時代の村に関する古文書7点、現在の千両町小路から1903年（明治36年）に出土した銅鐸などを所蔵する。千両銅鐸（ちぎりどうたく）と呼ばれるこの外縁付紐式銅鐸は高さ56.9センチメートルと県内から出土した銅鐸の中でも大型で、三河地方から出土した中では最古とされ、現在では豊川市桜ヶ丘ミュージアムに寄託されている。